# Isoetes engelmannii
Isoetes engelmannii är en kärlväxtart som beskrevs av Addison Brown. Isoetes engelmannii ingår i släktet braxengräs, och familjen Isoetaceae. Inga underarter finns listade i Catalogue of Life.